# Per Petterson
Per Petterson (Oslo, 18 de juliol de 1952) és un novel·lista noruec.
El seu primer llibre va ser Aske i munnen, sand i skoa (1987), una col·lecció d'històries curtes. Des de llavors, ha publicat un seguit de novel·les amb bones crítiques. Til Sibir (1996), ambientada a la Segona Guerra Mundial, va ser publicada el 1996 i nominada al Premi de Literatura del Consell Nòrdic. Em kjølvannet (2002) és la història d'un jove que perd la família en el naufragi del transbordador Scandinavian Star el 1990 (Petterson va perdre la mare, el pare, el germà petit i una neboda en el desastre). Aquesta obra va guanyar el Premi Brage de l'any 2000. La novel·la Jeg forbanner tidens elv (2008) va guanyar, aquest cop sí, el Premi de Literatura del Consell Nòrdic, un any després d'aparèixer, traduïda al català amb el títol Maleeixo el riu del temps, editada per Club Editor.
Abans, però, havia publica Ut og hester stjæle (2003), novel·la guardonada amb els dos premis literaris principals de Noruega, el de la crítica i el dels llibreters al millor llibre de l'any. El 2016, va aparèixer la traducció catalana amb el títol Sortir a robar cavalls, també a Club Editor.
Petterson és un bon llibreter. Ha treballat com a dependent d'una llibreria, traductor i crític literari abans de convertir-se en escriptor a temps complet. Esmenta Knut Hamsun i Raymond Carver entre les seves influències.
Les obres de Petterson s'han traduït a gairebé cinquanta llengües.

## Novel·les

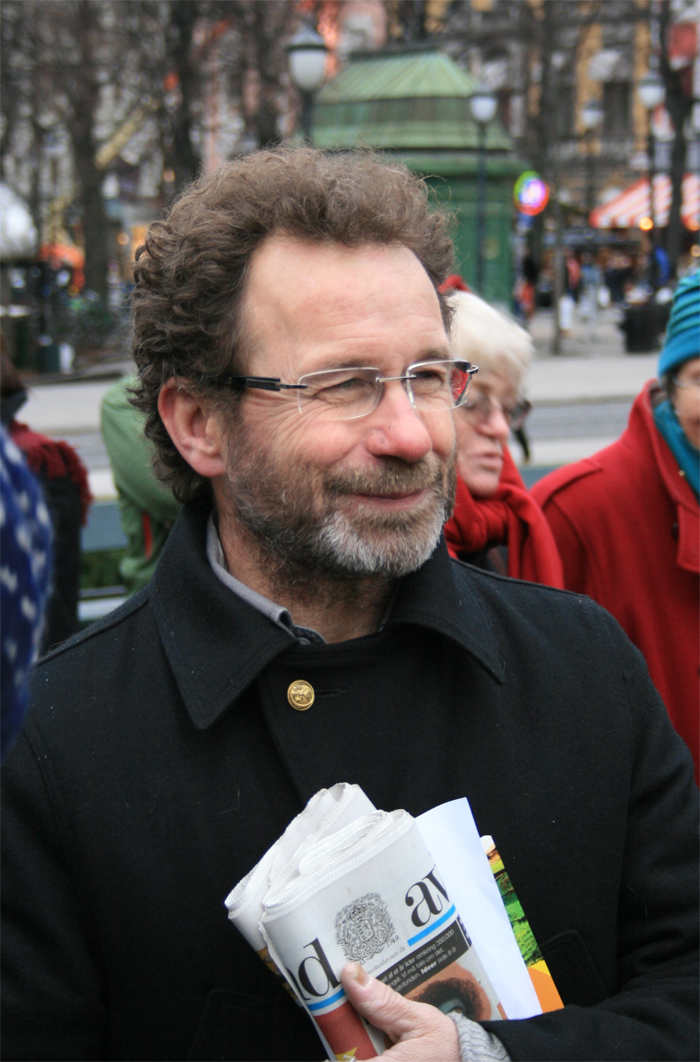
Per Petterson

- 1987 – Aske i munnen, sand i skoa (Cendres a la meva boca, sorra als peus)
- 1989 – Ekkoland
- 1992 – Det er greit for meg
- 1996 – Til Sibir, traduït per Anne-Lise Clietta com a Cap a Sibèria
- 2000 – I kjølvannet
- 2003 – Ut og stjæle hester, traduït per Carolina Moreno com a Sortir a robar cavalls[4]
- 2004 – Månen over Porten
- 2009 – Jeg forbanner tidens elv, traduït per Carolina Moreno com a Maleeixo el riu del temps[5]
- 2012 – Jeg nekter